# Các đỉnh nhọn Gardner
Các đỉnh nhọn Gardner (tiếng Anh: Gardner Pinnacles, tiếng Hawaii: Pūhāhonu) là tập hợp gồm hai hòn đá núi lửa thuộc quần đảo Tây Bắc Hawaii. Trong tiếng Hawaii, Pūhāhonu nghĩa là "rùa ngoi lên mặt nước lấy không khí", do nhìn khi nhìn từ xa thì hai hòn đá tựa như phần đầu và lưng của một con rùa ngoi lên mặt biển.

## Địa lý

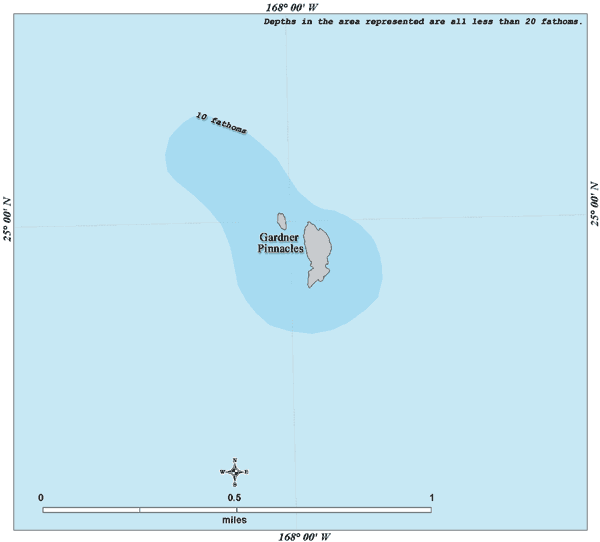
Bản đồ các đỉnh nhọn Gardner

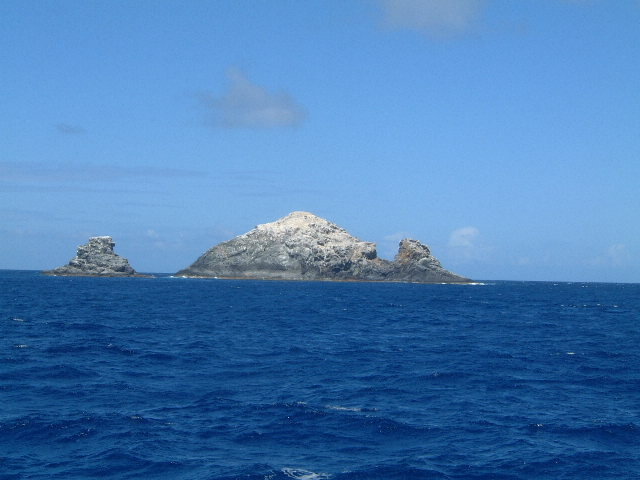
Các đỉnh nhọn Gardner với lớp phân chim ở đỉnh trông tựa như tuyết.

Nằm cách đảo Laysan 204 hải lý (378 km) về phía đông đông nam và cách các bãi cạn Frigate Pháp 117 hải lý (217 km) về phía tây bắc, các đỉnh nhọn Gardner là hai hòn đá núi lửa có diện tích đạt 24.035 m² và nằm ở phần đông bắc của một bãi ngầm sâu từ 18 đến 80 m. Hòn lớn có chiều dài 700 foot (210 m), chiều rộng 500 foot (150 m) và chiều cao 170 foot (52 m); hòn nhỏ nằm cách hòn lớn khoảng 150 foot (46 m) về phía tây bắc, có chiều dài 250 foot (76 m), chiều rộng 100 foot (30 m) và chiều cao 100 foot (30 m). Nhìn từ xa, đỉnh nhọn trông như có tuyết trắng bao phủ trên đỉnh nhưng sự thật là một lớp phân chim. Các đỉnh nhọn được cấu tạo từ đá bazan hạt mịn cùng với các tinh thể canxit, olivin và hạt nhỏ augit và manhếtít.

## Sự kiện lịch sử
Ngày 2 tháng 6 năm 1820, thuyền trưởng Joseph Allen của tàu săn cá voi Maro ghi nhận lần đầu về các đỉnh nhọn này, đồng thời ông đặt tên là đảo Gardner (Gardner's Island). Tháng 3 năm 1961, quân đội Hoa Kỳ đổ bộ lên các hòn đá này mà không được sự cho phép từ trước và còn cho nổ một phần đỉnh của hòn lớn để tạo địa hình bằng phẳng cho máy bay trực thăng đáp xuống.

## Sinh thái
Trong chuyến thám hiểm Tanager vào tháng 5 năm 1923, các nhà khoa học Hoa Kỳ đã lần đầu khảo sát sinh vật trên các hòn đá này và ghi nhận sự tồn tại của nhện, bướm, rết, động vật chân đều, sâu tai,... Tại đây có rất đông loài Cellana talcosa - một loài động vật thân mềm chân bụng đặc hữu của Hawaii - sinh sống. Xung quanh các đỉnh nhọn có tổng cộng hai mươi bảy loài san hô cứng phân bố, và số lượng loài san hô ở Gardner lớn gần gấp đôi so với số loài ở các đảo cũng cấu tạo từ đá bazan như Nihoa và Necker. Cho đến nay các nhà khoa học cũng đã xác định được mười chín loài chim tại đây. Tuy vậy, chỉ một loài cây duy nhất là Portulaca lutea từng được ghi nhận theo kết quả khảo sát của R. Geesink vào tháng 8 năm 1969.